# Бакай Едуард Аполінарійович
Бакай Едуард Аполінарійович (нар. 17 березня 1941 — 2016) — видатний український учений, кандидат медичних наук, академік.

## Життєпис
Народився в селищі Добрянці (нині Ріпкинського району Чернігівської області). В 1958 закінчив Добрянську середню школу, в 1966 — Київський медичний інститут.
Очолюючи лабораторію біофізики в Київському інституті отоларингології протягом 1977—1983 рр., працював на замовлення Головкосмосу СРСР і, зокрема, спільно з ак. Олександром Тимофійовичем Марченком випереджав НАСА у вивченні вестибулярного апарату.
В критичні дні після ядерної катастрофи (квітень-травень 1986 р.) зробив неоціненний внесок у нейтралізацію радіонуклідів у вражених Чорнобилем регіонах. У результаті, за виняткових обставин, став одним із фундаторів Інституту хімії поверхні АН УРСР (травень 1986 року). Згодом заснував ще кілька науково-дослідних організацій світового рівня.
Двічі лауреат Державної премії України, автор багатьох десятків патентів на винаходи — унікальних у глобальному масштабі.
Патенти:
- Патент на винахід № 35122 «Спосіб пошуку покладів корисних копалин» (2008).
- Патент на винахід № 85290 «Спосіб одержання кремнію» (2009).
- Патент на винахід № 86323 «Спосіб одержання силану та установка для його здійснення» (2009).
- Патент на винахід № 88337 «Поршневий двигун» (2009).